# 木村五郎
木村 五郎（きむら ごろう、1899年5月5日 - 1935年8月1日）は、日本の彫刻家。もっぱら木彫の小品に取り組んだ。短い生涯を通して、150点余りの作品を残し、動物や子供どもの姿などを捉えた作風から「童心の彫刻家」とも呼ばれる。
木村は、日本各地の風俗を捉えた木彫作品を数多く制作する傍ら、農民美術運動に加わり、各地の人々に木彫の技法を伝授した。木村の作品は、土産物同然としてまともに評価しない向きもあったが、高村光太郎や石井鶴三などには認められていた。

## 経歴
東京府東京市神田区で、洋服商を営む鈴木家に生まれたが、建具職人の木村家の養子となる。
1915年に徒弟学校を卒業し、山本端雲に師事、さらに石井鶴三の指導を受けた。
1919年、石井の推薦を得て、日本美術院研究会員となり、1920年には「簸の川上の素盞雄尊」外1点が院展に初入選した。
日本美術院での活動と並行して、山本鼎が提唱した「農民美術運動」に賛同し、1925年に手工芸協会の結成に参加する一方、日本美術院においては、1926年には院友、1927年9月に同人となった。
この間、1925年、市川房枝に彫刻のモデルとなることを依頼し、作品自体は完成しなかったものの、以降、市川と交流し、1929年から1934年まで、市川ら婦選獲得同盟の機関誌『婦選』に表紙デザインなどを無償で提供した。
1927年以降は、日本農民美術研究所嘱託としてとして木彫の指導にあたるため、京都府宇治町（後の宇治市）、長野県川路村（後の飯田市）、秋田県大湯町（後の鹿角市）など全国各地に赴いた。
特に、伊豆大島には1927年以降、頻繁に訪れ、1929年には木彫講習会を開催して島民たちに「あんこ人形」作りの技法を伝え、また島民の姿を捉えた作品を制作した。木村が島民の姿を描いたスケッチが、絵葉書として発売されたこともあった。
木村は、木彫の技法についての著書の中で、原型を用いて同様の木彫を複数製作する方法について詳述した。
没後には遺作展が開催され、日本美術院から『木村五郎作品集』が刊行されたが、その表題は石井鶴三が揮毫し、序文は喜多武四郎、後書きは平櫛田中により、年表の作成は宮本重良が手がけた。

## おもな関連書籍

### 著書
- 木彫の技法、アルス、1926年
- 木彫作程、金星堂、1933年

### 作品集など
- 木村五郎作品集、日本美術院、1937年

## 関連文献
- 藤井虎雄・時得孝良・大西外美夫 編『童心の彫刻家　木村五郎資料集1・2』木村五郎研究会、1999年。
- 千田敬一『「これは彫刻になっております」-木村五郎の彫刻とその生涯-』ブイツーソリューション、2005年6月10日、223頁。ISBN 978-4434062643。